# Elisa Ferreira
Elisa Maria da Costa Guimarães Ferreira (Porto, 17 ottobre 1955) è un'economista e politica portoghese.
Ha ricoperto gli incarichi di ministra dell'ambiente e di ministra della pianificazione nel governo di António Guterres. È stata deputata al Parlamento europeo per tre legislature consecutive, dal 2004 al 2016. Ha ricoperto la carica di vicepresidente della Banca del Portogallo dal 2016 al 2019.
Nel dicembre 2019 è stata nominata commissaria europea per la coesione e le riforme nella commissione von der Leyen I. È stata la prima donna portoghese a ricoprire l'incarico di commissaria.

## Biografia

### Attività politica
Ferreira è stata nominata ministra dell'Ambiente (1995-1999) e Ministra della Pianificazione (1999-2001) nel governo di António Guterres.

### Europarlamento
Nelle elezioni europee del 2004 è stata eletta deputata al Parlamento europeo dimettendosi nel 2016.  Per tutto il tempo trascorso a Bruxelles, è stata membro della commissione per i problemi economici e monetari. In tale veste, ha redatto la relazione di iniziativa della commissione su un più stretto coordinamento delle politiche economiche, in cui si chiede che alla Banca centrale europea (BCE) vengano conferiti i poteri di monitorare la "stabilità finanziaria nell'area dell'euro" e di essere coinvolti "in vigilanza macroprudenziale a livello dell'UE di istituti finanziari sistematicamente importanti". È stata anche responsabile della relazione del Parlamento sulla procedura per gli squilibri macroeconomici nel 2011 e ha guidato i lavori del Parlamento sul meccanismo di risoluzione unico (SRM) nel 2013. 
Dal 2004 al 2014, Ferreira è stata membro della delegazione del parlamento all'Assemblea parlamentare paritetica ACP-UE.  Nel 2015 è entrata a far parte del comitato speciale in materia di decisioni fiscali e altre misure simili per natura o effetto. 
Nel 2012, Ferreira faceva parte come esperta della "troika alternativa" socialista e democratica (S&D) inviata in Grecia per valutare quali misure potevano essere prese per stimolare la crescita dell'occupazione.
Oltre ai suoi incarichi in commissione, Ferreira era membro dell'Intergruppo del Parlamento europeo sugli investimenti a lungo termine e la reindustrializzazione. Ha anche rappresentato il Parlamento alla Conferenza delle Nazioni Unite sui cambiamenti climatici del 2007 a Bali e alla Conferenza delle Nazioni Unite sui cambiamenti climatici del 2008 a Poznań. 

### Nella Banca del Portogallo
Nel giugno 2016, Elisa Ferreira ha rassegnato le dimissioni dal Parlamento europeo dopo essere stata nominata dal governo portoghese a far parte del consiglio di amministrazione della Banca del Portogallo, diventandone vice governatrice. Fu sostituita da Manuel dos Santos. 

### Commissaria europea
Il 27 agosto 2019, il Primo Ministro António Costa ha annunciato che Ferreira era stata indicata come commissario portoghese nella Commissione europea di Ursula von der Leyen, in carica dal dicembre 2019, prendendo il portafoglio per la coesione e le riforme.